# Shaun Maswanganyi
Phatutshedzo « Shaun » Maswanganyi, né le 1er février 2001 à Johannesbourg, est un athlète sud-africain, spécialiste des épreuves de sprint.

## Biographie
Shaun Maswanganyi remporte la médaille d'argent sur 100 m et la médaille d'or sur 200 m lors des championnats d'Afrique juniors de 2019.
En 2021, il est médaillé d'argent du 200 m et médaillé de bronze du relais 4 × 100 m aux Universiades d'été à Chengdu. Il participe à trois épreuves lors des Jeux olympiques de Tokyo. Demi-finaliste sur 100 m et sur 200 m, il est éliminé en série du 4 × 100 m après disqualification de l'équipe d'Afrique du Sud.
Étudiant à l'Université de Houston aux États-Unis, il s'illustre lors des championnats NCAA se déroulant en juin 2023 à Austin en établissant tout d'abord un nouveau record personnel sur 200 m en 19 s 99, puis en descendant pour la première fois de sa carrière sous les 10 secondes sur 100 m en 9 s 99, et en portant ensuite son record personnel à 9 s 91 (+ 1,8 m/s).
Le 24 février 2024 à Lubbock, il établit un nouveau record d'Afrique du Sud du 200 m en salle en 20 s 41.

## Palmarès
| Date | Compétition     | Lieu  | Résultat | Épreuve   | Temps   |
| ---- | --------------- | ----- | -------- | --------- | ------- |
| 2024 | Jeux olympiques | Paris | 2e       | 4 × 100 m | 37 s 57 |

## Records
| Épreuve            | Temps        | Lieu    | Date            |
| ------------------ | ------------ | ------- | --------------- |
| 100 m              | 9 s 91       | Austin  | 9 juin 2023     |
| 200 m              | 19 s 99      | Austin  | 7 juin 2023     |
| 200 m piste courte | 20 s 41 (NR) | Lubbock | 24 février 2024 |